# Девід Аксельрод (політичний консультант)
Девід Аксельрод (англ. David Axelrod; нар. 22 лютого 1955, Мангеттен, Нью-Йорк) — головний стратег передвиборного штабу Барака Обами на президентських виборах 2008 та 2012 років. Колишній старший радник президента США Обами з січня 2009 року по лютий 2011 року. З 1984 року працював політичним консультантом: у 1985 році заснував власну політико-консультативну компанію Axelrod & Associates, нині відому як AKP&D Message and Media. З 1976 по 1984 роки працював репортером і політичним оглядачем газети Chicago Tribune.

## Життєпис
Народився в єврейській родині (батько — психолог, мати — журналіст). Він вивчав політологію в Університеті Чикаго.
У 2015 році — радник лідера британської Лейбористської партії Еда Мілібенда протягом парламентський виборів.